# مبحاث الأعماق
أسماك مِبْحَاث الأعماق (الاسم العلمي: Bathymasteridae)، فصيلة أسماك من الفرخيات. توجد فقط في مياه القطب الشمالي وشمال المحيط الهادئ، تحتوي الفصيلة سبعة أنواع ضمن ثلاثة أجناس. الأنواع الكبيرة منه ذات أهمية تجارية كسمك غذائي. أسماك مِبحاث الأعماق هي ذات أرتباط وثيق بإيلبوت وسمك الجؤجؤ.
يقال إن اسم ronquil مشتق من كلمة ronquillo الإسبانية التي تعني «أجش قليلاً». اسم الفصيلة Bathymasteridae يمكن ترجمته من اليونانية إلى «مِبحاث الأعماق».